# Gyula Horn
 Der er for få eller ingen kildehenvisninger i denne artikel, hvilket er et problem. Du kan hjælpe ved at angive troværdige kilder til de påstande, som fremføres i artiklen.

Gyula Horn (født 5. juli 1932 i Budapest, død 19. juni 2013) var en ungarsk politiker. Han var Ungarns premierminister fra 15. juli 1994 til 6. juli 1998. I 1990 blev han tildelt Karlsprisen.

## Biografi
Horn var ansat i finansministeriet fra 1954 til 1959. I 1959 begyndte han at arbejde i Udenrigsministeriet som en uafhængig embedsmand i den sovjetiske afdeling. I 1960'erne var Horn diplomat ved den ungarske ambassade i Bulgarien og Jugoslavien.
I november 1956 sluttede Horn sig til det Ungarske Socialistiske Arbejderparti (Magyar Szocialista Munkáspárt, MSZMP). I 1969 blev han ansat i partiets centralkomités udenrigspolitiske kontor. I 1983 blev han forfremmet til stillingen som afdelingsleder. Derefter blev han i 1985 udnævnt til viceminister i udenrigsministeriet. I 1989 blev han forfremmet til Ungarns udenrigsminister, under Miklós Némeths embedsperiode som premierminister. Under sin embedsperiode i denne stilling deltog Horn i jerntæppets fald den 27. juni 1989, da den ungarske grænse til Østrig blev genåbnet.
I 1989 var Horn en af grundlæggerne af Ungarns Socialistiske Parti (Magyar Szocialista Párt, MSZP) og blev dets formand i 1990.
Som et resultat af det ungarske parlamentsvalg i 1994 blev Horn valgt til premierminister og fungerede i denne stilling fra 15. juli 1994 til 6. juli 1998.
Horn døde i Budapest den 19. juni 2013 i en alder af 80 år.